# Streptopalpia
Streptopalpia is een geslacht van vlinders van de familie snuitmotten (Pyralidae), uit de onderfamilie Chrysauginae.

## Soorten
- S. deera Druce, 1895
- S. misella Schaus, 1913